# Rous Samoeun
Bản mẫu:Cambodian name
Rous Samoeun (sinh ngày 20 tháng 12 năm 1994) là một cầu thủ bóng đá người Campuchia thi đấu ở vị trí hậu vệ cho Visakha và Đội tuyển bóng đá quốc gia Campuchia..

## Sự nghiệp quốc tế
Samoeun ghi bàn thắng quốc tế đầu tiên trong trận giao hữu trước Bhutan, vượt qua thủ môn Hari Gurung để ghi bàn ở phút 28.

## Bàn thắng quốc tế
| #  | Ngày                | Địa điểm                                             | Đối thủ | Tỉ số | Kết quả | Giải đấu |
| -- | ------------------- | ---------------------------------------------------- | ------- | ----- | ------- | -------- |
| 1. | 20 tháng 8 năm 2015 | Sân vận động Olympic Quốc gia Phnôm Pênh, Phnôm Pênh | Bhutan  | 1–0   | 2–0     | Giao hữu |

## Danh hiệu

### Câu lạc bộ
Boeung Ket Angkor
- Giải bóng đá vô địch quốc gia Campuchia: 2017
- Giải bóng đá vô địch quốc gia Campuchia: 2016
- Mekong Club Championship 2015: Á quân